# Iouri Vizbor
Iouri Iossifovitch Vizbor (en russe : Ю́рий Ио́сифович Ви́збор), né le 20 juin 1934 et mort le 17 septembre 1984, est un auteur, compositeur, interprète soviétique, auteur de plus de 300 chansons. Il fit partie de la fameuse pléiade des bardes russes avec Vladimir Vissotski, Boulat Okoudjava, Yuli Kim, Alexandre Galitch et d’autres, qui éclaira l’Union soviétique à partir du début des années 1960,. Vizbor était également acteur au cinéma, journaliste, alpiniste, scénariste et écrivain. 

## Biographie
Iouri Vizbor nait à Moscou. Son père - Juozas Vizboras, lituanien, né à Libau, est agent au Département de lutte contre le vol des biens socialistes, sa mère - Maria Chevtchenko, travaille au Ministère de la Santé de l'URSS. En janvier 1938, le père est arrêté et condamné à mort par une commission du NKVD, pour appartenance à une organisation nationaliste contre-révolutionnaire lettone, il est exécuté au polygone de Boutovo le 5 avril 1938. Comme l'appartement occupé par la famille était un logement de fonction attribué au père, la mère de Iouri en est expulsée avec ses deux enfants. La sœur de Iouri, Antonina, âgée de 13 ans, fut envoyée dans un orphelinat spécial pour les enfants des ennemis du peuple, alors que Iouri part à Khabarovsk avec sa mère. En 1941, la famille retourne à Moscou, où elle s'installe rue Sretenka.
En 1951, Iouri commence les études à l'Université pédagogique d'État de Moscou. Il se passionne à cette époque pour la randonnée et joue de la guitare. Les impressions des premières randonnées dans le Podmoskovié et en Carélie lui inspirent ses premières chansons comme Madagascar (Мадагаскар) et Un Gars de Kentucky (Парень из Кентукки).
Diplômé en 1955, il travaille comme professeur de russe dans une école secondaire du village Kizema  dans l'oblast d'Arkhangelsk, En octobre de la même année, il est réquisitionné pour son service militaire qu'il accomplit en Carélie. C'est alors qu'il compose la première chanson basée sur sa propre musique - Montagnes Bleues (Синие горы), tandis qu'auparavant ses textes étaient mis en musique par les autres. Pendant son service et après le retour à la vie civile, il écrit une nouvelle partiellement autobiographique N'affecte pas la durée de vie (publiée pour la première fois après la mort de l'auteur). En 1963, Konstantin Simonov lui donne une critique positive, mais Boris Polevoï, rédacteur en chef de la revue Iounost, n'ose pas la publier. En 1957, Vizbor commence à travailler comme journaliste, d'abord indépendant à la radio de Moscou. Il écrit des chansons extrêmement populaires Okhotny Ryad (Охотный ряд), Du calme, mon ami (Спокойно, дружище), Croisée Bleue (Синий перекрёсток).
En 1960, Vizbor met en musique le poème de Iaroslav Smeliakov Si je tombe malade (Если я заболею) le seule cas où il s'illustre uniquement en tant que compositeur.
Ses chansons, distribuées sur des enregistrements non officiels sur les magnétophones, gagnent en popularité parmi l'intelligentsia - d'abord à Moscou, puis dans tout le pays.
En 1961, avec l'écrivain Sergueï Smirnov, il écrit le scénario du film Au-dessus du ciel de Boris Rytsarev, pour lequel il compose également six chansons, dont la mythique Valse de Dombaï (Домбайский вальс) inspirée par une escapade au Grand Caucase et diffusée dans les cercles touristiques et alpinistes.
En 1962, il participe à la création de la station de radio Iounost. Il commence également à participer à des concerts.
Depuis 1967, après avoir commencé à créer des scénarios pour des documentaires, puis s'être essayé en tant que réalisateur.  En 1970, Vizbor commence à travailler dans le département de scénario du Studio Ekran.
En 1963, Vizbor fut l'un des fondateurs du célèbre magazine audio Krugozor où il travaillera ensuite jusqu'en 1970. Il voyage dans tout le pays et devient le fondateur d'un nouveau genre de « chansons-reportage » : lors de la première diffusion de l'émission en 1964, il chante la première chanson de ce genre Sur le plateau de Rasvoumtchorr  consacrée au massif des Khibiny. En 1966, ses reportages figurent parmi les meilleurs documents du magazine. La même année, le premier recueil d’histoires de Vizbor, Zero Emotions, est publié.
Vizbor joue son premier rôle au cinéma en 1966, dans le film Pluie de juillet de Marlen Khoutsiev. Sa carrière d'acteur compte en tout une quinzaine de films. Il s'illustre également comme narrateur.
En 1967, il rejoint le PCUS. 
Après l’assassinat de Víctor Jara en 1973, Vizbor écrit La Ballade de Víctor Jara consacré au héros martyre.
En 1974, au théâtre du Lenkom de Moscou Mark Zakharov met en scène la pièce Son nom n'était pas sur la liste basée sur la nouvelle de Boris Vassiliev adaptée par Vizbor. De 1974 à 1984, cette pièce sera jouée dans vingt-sept théâtres à travers le pays.
En 1976, il est admis dans l'Union des cinéastes de l'URSS. 
En 1980, en collaboration avec Dmitri Soukharev, il écrit les paroles du film Moscou ne croit pas aux larmes (réalisé par Vladimir Menchov).
En 1982, il subit un infarctus du myocarde, mail réussit à recouvrer la santé et reprend même ses expéditions habituelles en montagne. Début mars 1984, au camp d'alpinisme de Tseï, Vizbor écrit sa dernière chanson Tseïskaïa. À son retour à Moscou, on lui diagnostiqua un cancer du foie. Iouri Vizbor décède le 17 septembre 1984 à Moscou, à l'âge de 51 ans. Il est inhumé au cimetière de Kountsevo de Moscou.

## Filmographie

### Au cinéma
- 1967 : Vengeance (Возмездие, Vozmezdie) d'Aleksandr Stolper : commissaire Zakharov
- 1967 : Pluie de juillet de Marlen Khoutsiev : Alik
- 1969 : La Tente rouge de Mikhail Kalatozov : František Běhounek
- 1970 : Le Début de Gleb Panfilov : Stepan Ivanovitch, scénariste
- 1970 : Gare de Biélorussie de Andreï Smirnov : Balachov
- 1971 : Toi et moi de Larisa Shepitko : Sacha
- 1975 : Journal du directeur d'école (Dnevnik direktora chkoly) de Boris Frumin : Pavel Smirnov

### À la télévision
- 1973 : Dix-sept Moments de printemps (Семнадцать мгновений весны) de Tatiana Lioznova (mini-série télévisée) : Martin Bormann[7]